# Inventus Power
Inventus Power ist ein US-amerikanischer Hersteller von Batteriesystemen mit Sitz in Woodridge in der Metropolregion Chicago. Er entstand 2015, als das Private-Equity-Unternehmen KRG Capital seine Tochtergesellschaften ICCNexergy und Palladium Energy fusionierte.
Das Unternehmen stellt Akkumulatoren, Ladegeräte und Stromversorgungen her.

## Standorte
- Dublin (Ohio), USA
- Centennial (Colorado), USA
- Tijuana, Mexiko
- Manaus, Brasilien
- Guangzhou, China
- Qing Xi, China
- Shanghai, China
- Taipeh, Taiwan
- Senai, Malaysia